# Famílias de Constelações

Mapa das constelações modernas em projeção cilíndrica equidistante utilizando o sistema equatorial de coordenadas celestes. A linha pontilhada central denota a eclíptica. As constelações estão legendadas por cor, as quais indicam suas famílias e quando foram estabelecidas.

Famílias de constelações são grupos de constelações que compartilham uma determinadas características específicas, tais como proximidade na esfera celeste, origem histórica em comum, ou temática mitológica compartilhada. Na tradição Ocidental, a maioria das constelações setentrionais derivam da lista compilada pelo astrônomo grego Ptolomeu em seu Almagesto (o qual, por sua vez, possui raízes que remontam à astronomia mesopotâmica), ao passo que a maior parte das constelações situadas nos extremos austrais da esfera celeste foram introduzidas por marinheiros e astrônomos que viajaram para o Hemisfério Sul entre os séculos XVI e XVIII. Outras tradições astronômicas se desenvolveram na Índia e na China.

## As Famílias de Menzel
| Inteiramente setentrional à eclíptica: - Ursa Maior            | Primariamente setentrional à eclíptica: - Perseu (exceto Cetus)                                       |
| Abrangendo a eclíptica: - O Zodíaco                            | Dividida entre os hemisférios eclípticos norte e sul: - Hércules                                      |
| Inteiramente austrais à eclíptica: - La Caille - Bayer - Órion | Primariamente austrais à eclíptica: - As Águas Celestiais (com exceção do Golfinho e do Cavalo Menor) |

Donald H. Menzel, diretor do Harvard College Observatory, realizou um apanhado de vários agrupamentos tradicionais de constelações em seu popular livro A Field Guide to the Stars and Planets (1975), adjustando e regularizando-os de modo que sua divisão do céu em famílias de constelações contemplasse todas as 88 constelações modernas.
Dentre essas famílias, uma (O Zodíaco) abrange a eclíptica, grande círculo que divide o céu numa porção setentrional e numa porção austral; uma (Família de Hercules) possui áreas de tamanho equivalente ao sul e ao norte da eclíptica; duas estão contidas primariamente em um dos hemisférios demarcados por esse grande círculo (As Águas Celestiais ao sul e a Família de Perseu ao norte); e quatro estão inteiramente em um dos hemisférios eclípticos (As Famílias de La Caille, Bayer e Orion no hemisfério eclíptico sul e a Família da Ursa Maior no hemisfério eclíptico norte).

### A Família da Ursa Maior
A Família da Ursa Maior engloba dez constelações setentrionais na vizinhança da Ursa Maior: a própria Ursa Maior, a Ursa Menor, o Dragão, os Cães de Caça, o Boieiro,a Cabeleira de Berenice, a Coroa Boreal, a Girafa, o Lince e o Leão Menor. A constelação Ursa Major, que dá o nome a este grupo, contém o célebre asterismo da Caçarola.

### O Zodíaco

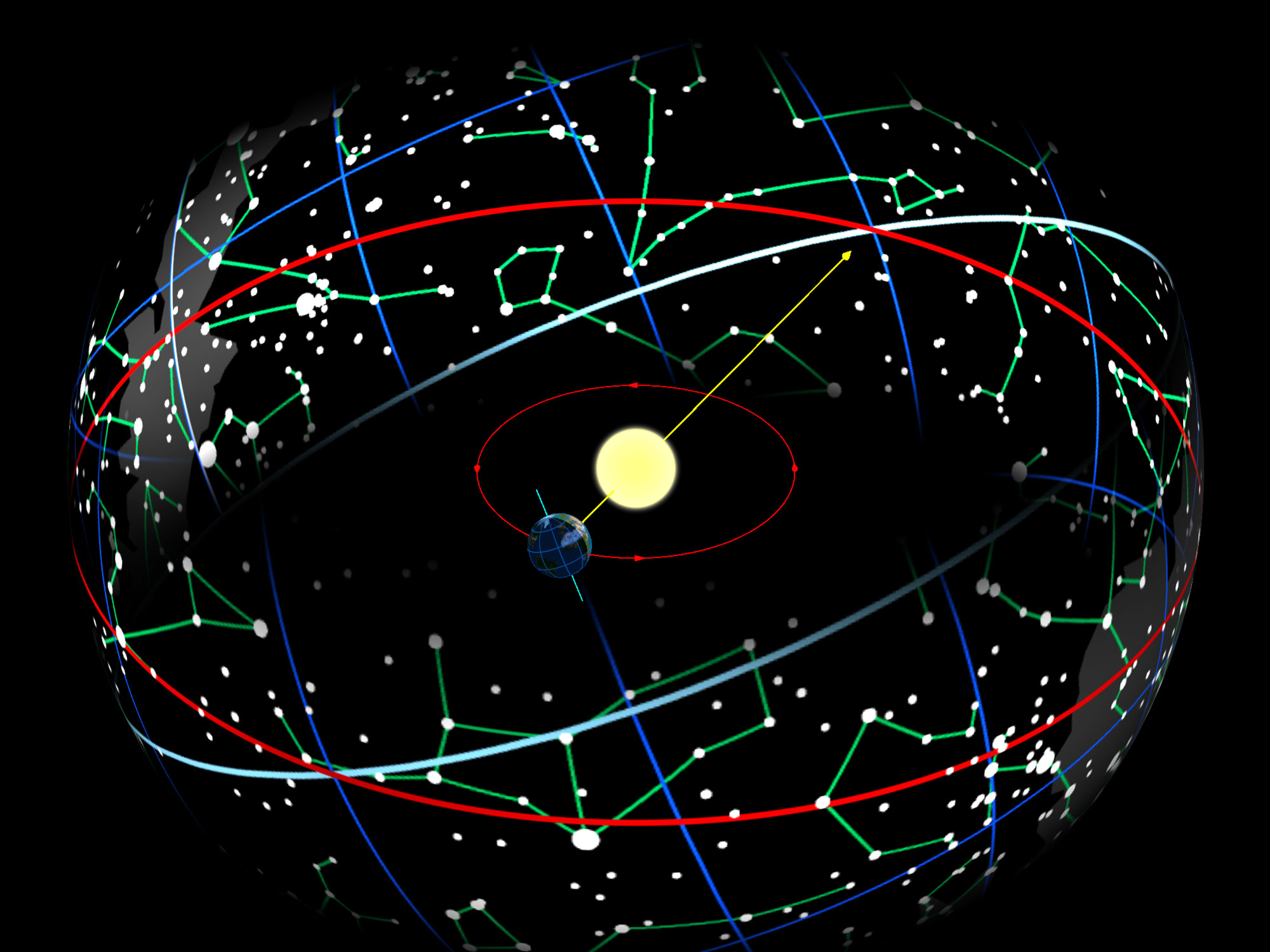
A translação da Terra em torno do Sol faz com que o este pareça estar se movimentando sobre a eclíptica (círculo vermelho), a qual é oblíqua em relação ao equador celeste (azul).

O Zodíaco é um grupo de 12 constelações: Áries, Touro, Gêmeos, Câncer, Leão, Virgem, Libra, Escorpião, Sagitário,Capricórnio, Aquário e Peixes . Variantes dessas constelações podem ser encontradas em múltiplas culturas celestes ao redor do mundo, uma vez que a eclíptica, o grande círculo que representa o caminho aparente do sol ao longo do ano, está contida nessa faixa da esfera celeste. Essas constelações, portanto, estão todas associadas aos signos do zodíaco (A eclíptica também passa pela constelação de Ofiúco, que não está associado a nenhum dos 12 signos astrológicos)

### A Família do Perseu
A Família de Perseu abriga várias constelações relacionadas ao mito de Perseu: Cassiopeia, Cefeu, Andrômeda, Perseu, Pégaso e a Baleia (a qual representa o monstro marinho designado para devorar Andrômeda).  Menzel também incluiu algumas constelações vizinhas às supracitadas: o Cocheiro, o Lagarto e o Triângulo. Excetuando-se a Baleia, todas essas constelações repousam ao norte da eclíptica. Essa família cobre áreas que vão desde os arredores do polo celeste norte até zonas com declinações de -30°.

### A Família de Hércules
A Família de Hércules é um grupo de constelações congregado principalmente em razão de serem adjacentes na esfera celeste. Corresponde ao maior agrupamento delimitado por Menzel, estendendo-se por declinações que variam de +60° a −70°, primariamente no hemisfério ocidental. Essa família inclui Hércules, a Seta, a Águia, a Lira, o Cisne, a Raposa, a Hidra Fêmea, o Sextante, a Taça, o Corvo, Ofiúco, a Serpente, o Escudo, o Centauro, o Lobo, a Coroa Austral, o Altar, o Triângulo Austral e o Cruzeiro do Sul.

### A Família de Órion
A Família de Órion, localizada diametralmente oposta à Família de Hércules, inclui Órion, o Cão Maior, o Cão Menor, a Lebre e o Unicórnio. Este grupo de constelações deriva da mitologia grega e representa um caçador (Orion) e seus dois cães (Canis Major e Canis Minor) perseguindo uma lebre (Lepus). Menzel adicionou o unicórnio (Monoceros) a esse grupo para completá-lo.

### As Águas Celestiais
O termo Águas Celestiais remonta à tradição mesopotâmica de associar a área escura entre Sagitário e Órion ao deus Enqui e às Águas do Abismo. As constelações Aquário e Capricórnio, oriundas da astronomia mesopotâmica, naturalmente teriam sido membros dessa família caso já não tivessem sido designadas como pertencentes ao Zodíaco. Menzel expandiu a área coberta por esse grupo e nele incluiu diversas constelações diferentes relacionadas à água de alguma forma: o Golfinho, o Cavalo Menor, o Erídano, o Peixe Austral, a Quilha, a Popa, a Vela, a Bússola e a Pomba. Historicamente, a Qulha, a Popa e a Vela formavam a constelação obsoleta Navio dos Argonautas, que, na mitologia grega, representava o navio de Jasão.

### A Família de Bayer
A Família de Bayer abrange inúmeras constelações austrais primeiramente representadas por Petrus Plancius em vários globos celestes na segunda metade do século XVI e baseadas em observações astronômicas feitas pelos exploradores holandeses Pieter Dirkszoon Keyser e Frederick de Houtman. Essas constelações foram batizadas em sua maioria com nomes de animais exóticos reportados pelos diários de viagem da época, sendo copiadas por Johann Bayer em seu influente atlas estelar Uranometria, publicado em 1603. Esta família inclui a Hidra Macho, o Dourado, o Peixe Voador, a Ave do Paraíso, o Pavão, o Grou, a Fênix, o Tucano, o Índio, o Camaleão e aMosca. Bayer designara a Mosca como "Apis" (a Abelha), mas com o passar do tempo essa constelação foi renomeada. (A décima primeira nova constelação de Bayer, o Triângulo Austral, foi colocada na família de Hércules por Menzel)  A Família de Bayer circunda o polo sul celeste, formando uma banda irregular contígua. Uma vez que essas constelações estão situadas no extremo austral da esfera celeste, suas estelas não eram visíveis para os gregos e os romanos na Antiguidade.

### A Família de La Caille
A Família de La Caille compreende doze das treze constelações apresentadas por Nicolas-Louis de Lacaille em 1756 que representavam instrumentos científicos, juntamente à Meseta, a qual homenageia a Montanha da Mesa ("Mons Mensa") na África do Sul, onde esse astrônomo francês realizou suas observações. Este grupo inclui o Esquadro, o Compasso, o Telescópio, o Microscópio, o Escultor, a Fornalha, o Cinzel, o Relógio, o Octante, a Meseta, a Rede, o Pintor e a Máquina Pneumática. Essas constelações apagadas estão espalhadas pelo extremo sul da esfera celeste, de modo que suas estrelas não eram visíveis para os gregos e romanos. (Menzel designou a Bússola, o instrumento de Lacaille restante, ao grupo das Águas Celestiais.)

## Outras fontes
- Majumdar, R. C., et al. (1951), The Vedic Age (vol. 1), The History and Culture of the Indian People (11 volumes), Bharatiya Vidya Bhavan (editora), 1951, Deli, Índia.
- Sundaramoorthy, G. (1974), "The Contribution of the Cult of Sacrifice to the Development of Indian Astronomy", Indian Journal of the History of Science, Indian National Science Academy, Vol. 9, No. 1, pp. 100–106, 1974, Mumbai, Índia.
- Das, S. R. (1930), "Some Notes on Indian Astronomy", Isis (periódico), University of Chicago, Vol. 14, No. 2, Outubro, 1930, pp. 388–402.
- Neugebauer, Otto, & Parker, Richard A. (1960), Egyptian Astronomical Texts (4 volumes), Lund Humphries (editora), Londres.
- Clagett, Marshall (1989), Calendars, Clocks, and Astronomy (vol. 2), Ancient Egyptian Science – A Source Book (3 vols.), [Memoirs of the American Philosophical Society], American Philosophical Society, Filadélfia, 1989.
- Condos, Theony (1997), Star Myths of the Greeks and Romans: A Sourcebook, Phanes Press, Grand Rapids, Michigan, 1997.
- Young, Charles Augustus (1888), A Text-Book of General Astronomy for Colleges and Scientific Schools, Ginn & Company (editora), Boston, 1888.
- Schaaf, Fred (2007), The 50 Best Sights in Astronomy and How to See Them – Observing Eclipses, Bright Comets, Meteor Showers, and Other Celestial Wonders, John Wiley & Sons, Inc.; 2007.
- Olcott, William Tyler (1911), Star Lore of All Ages, G. P. Putnam's Sons, Nova Iorque, 1911

1. ↑  Donald H. Menzel (1975). A Field Guide to the Stars and Planets. [S.l.]: HarperCollins. Consultado em 11 de Março de 2017
2. ↑  Rogers, John H. (1998). «Origins of the ancient constellations: I. The Mesopotamian traditions». Journal of the British Astronomical Association. 108: 9–28. Bibcode:1998JBAA..108....9R